# 53rd Street Tunnel
De 53rd Street Tunnel is een metrotunnel van de metro van New York. De tunnel ligt onder de East River en het zuiden van Roosevelt Island tussen het einde van East 53rd Street in Manhattan en Long Island City in Queens.
De metrolijnen E en M maken gebruik van de tunnel. De tunnel maakt deel uit van het traject van de Queens Boulevard Line. Vanuit het oosten in Queens begint de riviertunnel na het metrostation Court Square-23rd Street station in Long Island City en loopt onder de twee kanalen van East River en het tussenliggende Roosevelt Island naar het station Lexington Avenue / 51st-53rd Streetsin Manhattan. Na 5th Avenue/53rd Street, het volgende station, is er een aftakking naar Sixth Avenue Line die wordt gebruikt voor lijn M. Ook de volgende stations 7th Avenue en 50th Street liggen nog op de Queens Boulevard Line hoewel 50th Street ook een station is met een apart perron op de Eighth Avenue Line. Het is evenwel pas na dit laatste station dat het traject zich invoegt op het traject van de Eighth Avenue Line, die verder het traject vormt voor de lijn E. 
De tunnel werd ingehuldigd in 1933. Na de doortocht van Hurricane Sandy in 2012 diende de tunnel deels drooggepompt te worden.